# Projet du Suroît
Pour les articles homonymes, voir Suroît.
Le Projet du Suroît est un projet de construction d'une centrale thermique au gaz naturel à cycle combiné proposé par Hydro-Québec au début des années 2000. La centrale de 836 mégawatts devait être érigée à Beauharnois en Montérégie, à une soixantaine de kilomètres au sud-ouest de Montréal. Un mouvement d'opposition massif a forcé Hydro-Québec et le gouvernement du Québec à annuler le projet.

## Contexte
La fin des années 1990 a été marquée par une prise de conscience dans la population de plusieurs problèmes urgents sur le plan environnemental. La signature du protocole de Kyoto en 1997 a sonné l'alarme au sujet des gaz à effet de serre et les appels en faveur de la protection de l'atmosphère terrestre se multiplient.
Pour l'industrie de l'électricité nord-américaine, la conjoncture est défavorable. Il est de plus en plus difficile d'obtenir les autorisations nécessaires pour construire une nouvelle centrale électrique ou une ligne à haute tension, comme l'a appris Hydro-Québec lors de controverses comme celles de la ligne sous-fluviale de Grondines, l'échec du projet Grande-Baleine et l'opposition à la ligne Hertel-Des Cantons, après le verglas massif de 1998. Après 30 années de construction pratiquement ininterrompue, Hydro-Québec cesse de construire au terme de la deuxième phase du projet de la Baie-James.
De plus, après de nombreuses années à chercher à écouler ses surplus d'électricité, notamment en signant des contrats d'approvisionnement avec des états américains limitrophe et en accordant des blocs d'énergie aux grandes entreprises industrielles à bas prix, et avec le gel tarifaire de 1998 à 2003 qui a contribué à l'accroissement fulgurant de la demande au Québec depuis 1998, dont les tarifs sont parmi les plus bas de la planète, Hydro-Québec se retrouve avec une capacité approvisionnement insuffisante pour répondre à la demande. Dans ce contexte, des centrales comme celle du Suroît deviennent des options attrayantes, notamment en raison de la rapidité de leur construction et de leur mise en service, comparativement aux projets de barrages.

## La proposition d'Hydro-Québec
Pour ces raisons, Hydro-Québec propose la construction d'une centrale à cycle combiné au gaz naturel en septembre 2001. La centrale du Suroît serait construite sur un terrain situé à proximité de la centrale hydroélectrique de Beauharnois.
De plus, l'usine, qui aurait été construite par General Electric, aurait utilisé la technologie 7H, considérée beaucoup moins polluante que les précédentes. Le niveau d'émission estimé de la centrale aurait été de 346 tonnes de gaz carbonique par gigawattheure, soit environ la moitié de la moyenne d'émission des centrales thermiques canadiennes. Cependant, la contribution de cette usine aux émissions québécoises de gaz à effet de serre, de l'ordre de 2,25 millions de tonnes ou 2,8 % du total des émissions québécoises, aurait été substantielle.

## Remise en cause du projet
En octobre 2002, face à l'opposition au projet, Bernard Landry émet des réserves quant la réalisation de celui-ci. Il évoque la Paix des Braves, une entente signée avec le Grand Conseil des Cris en octobre 2001, qui ouvre la porte au projet de la centrale Eastmain-1 et à la dérivation partielle de la rivière Rupert. Ces projets, ainsi qu'un projet d'énergie éolienne de 1 000 MW en Gaspésie, changent selon lui la donne pour le bilan énergétique du Québec. Il dit toutefois vouloir attendre que le débat public ait lieu et que le BAPE rende son rapport.

### Le rapport du BAPE
Plus tard, dans son rapport d'évaluation soumis le 3 janvier 2003 au ministre de l'Environnement, André Boisclair, et rendu public le 13 février, le Bureau d'audiences publiques sur l'environnement (BAPE) refuse de souscrire au projet,. Dans un communiqué annonçant la publication du rapport, le BAPE conclut que « [...] le projet augmenterait de façon substantielle les émissions de gaz à effet de serre au Québec et que ces émissions pourraient compromettre la démarche du Québec et réduire sa marge de manœuvre face au protocole de Kyoto ».

## Relance du projet et opposition
En octobre 2003, quelques mois après l'arrivée d'un nouveau gouvernement après l'élection de 2003, Hydro-Québec réaffirme sa volonté d'aller de l'avant avec son projet de centrale thermique. Le 31 octobre, Sam Hamad, le ministre des Ressources naturelles, de la Faune et des Parcs, déclare lors d'un point de presse qu'à l'instar du ministre de l'Environement, Thomas Mulcair, il juge que le projet est irrecevable dans sa forme actuelle. Il affirme toutefois que celui-ci est important pour assurer la sécurité énergétique du Québec, et souhaite qu'Hydro-Québec revoit son projet avec des exigences plus strictes en termes d'émissions de GES et d'autres polluants, ce qui répondrait selon lui aux préoccupations du BAPE. Le 19 décembre, Sam Hamad affirme détenir un tel projet amélioré.
Le 13 janvier 2004, Sam Hamad et André Caillé annoncent que le projet ira de l'avant, malgré l'opposition du ministre de l'Environnement, qui, à contrecœur, accorde finalement son aval au projet.
À la suite de cette annonce, l'opposition au projet, menée par l'Association québécoise de lutte contre la pollution atmosphérique (AQLPA) et la Coalition Québec vert Kyoto, se fait de plus en plus entendre. Un sondage mené par Léger Marketing pour le compte de Greenpeace en janvier 2004 démontre que 67 % des personnes interrogées sont « plutôt ou totalement en désaccord » avec la construction de la centrale au gaz. L'opposition se manifeste également dans les rues. Quelque 4 000 personnes défilent devant le siège social d'Hydro-Québec à Montréal pour demander l'annulation du projet, le 1er février 2004, à l'appel d'une coalition d'organismes écologistes. Une manifestation est également organisée le 3 février à Beauharnois, qui accueillerait la centrale.
Tentant de défendre son projet, André Caillé révèle que le niveau d'eau des réservoirs d'Hydro-Québec est en déficit, limitant ainsi sa capacité de production. Cette information a longtemps été gardée secrète en raison de son importance stratégique dans les marchés de l'électricité. La centrale du Suroît permettrait de sécuriser l'approvisionnement d'Hydro-Québec et de moins dépendre des aléas de l'hydraulicité. Il souligne également que le gaz naturel est moins polluant que le diesel lourd brûlé à la centrale de Tracy, une usine vieille de 35 ans qui n'est utilisée que lors des pointes de consommation en janvier.
Malgré les projets de construction de nouveaux aménagements hydroélectriques sur les rivières Sainte-Marguerite et Toulnustouc, la direction de la société d'État pense qu'elle ne pourra suffire à la demande entre 2005 et 2009 et que la construction du Suroît est nécessaire, parce qu'elle peut être construite rapidement au coût de 550 millions CAD.
Devant le mouvement d'opposition et le mécontentement de plusieurs députés du caucus libéral, le gouvernement décide de reculer. Le 6 février 2004, moins d'une semaine après la manifestation de Montréal, Jean Charest, accompagné des ministres Hamad et Mulcair, annonce qu'il confie à la Régie de l'énergie du Québec le mandat d'évaluer la situation quant au déficit énergétique du Québec et de se prononcer sur la nécessité de la centrale du Suroît et sur les autres options possibles. Le 9 février, Sam Hamad en fait la demande officielle à la Régie.
La Régie tient une semaine d'audiences publiques en mai 2004, où Hydro-Québec est sommée de s'expliquer. Le 5 juillet 2004, la Régie publie son avis, qui contient 16 recommandations au gouvernement. L'avis soutient notamment que « le projet du Suroît n’est pas indispensable à la sécurité des approvisionnements en électricité », mais qu'il est « souhaitable dans la situation actuelle de précarité et surtout de dépendance vis-à-vis des importations ». La régie affirme également que sans l'apport du projet du Suroît et dans une hypothèse de faible hydraulicité, Hydro-Québec serait forcée d'importer respectivement 9 TWh (9 milliards de kilowattheure), 7 TWh et 4 TWh pour les années 2005 à 2007. La capacité d'importation du réseau n'étant que de 15,5 TWh, elle soutient qu'un risque de congestion existe au niveau des interconnexions de ce dernier.
Les recommandations privilégient la filière hydroélectrique, le développement éolien et le renforcement des programmes d'efficacité énergétique pour faire face à la croissance des besoins en énergie. La régie demande aussi au gouvernement de forcer Hydro-Québec à communiquer publiquement le niveau de ses réservoirs, une information qui était considérée stratégique et gardée secrète, celle-ci n'étant pas convaincue par l'argument d'Hydro-Québec selon lequel la société d'état subirait un préjudice commercial si ces niveaux devenaient connus.

## L'annulation du projet
Entretemps, la météo donne un coup de pouce aux opposants au projet du Suroît. Les pluies abondantes de l'été 2004 ont rempli les grands réservoirs du nord du Québec et Hydro-Québec dispose d'une marge de manœuvre de 24 TWh, soit l'équivalent de quatre années de production de la centrale projetée. Un long conflit de travail à l'usine ABI de Bécancour vient aussi aider le bilan énergétique du Québec. L'aluminerie consomme en effet 5 TWh par année,.
Le ministre Hamad annonce, le 17 novembre 2004, que le gouvernement « retire son autorisation de réaliser le projet » et privilégie la construction de nouvelles centrales hydroélectriques — la centrale de la Péribonka et le complexe de la Romaine —, l'expansion du parc de production éolien, l'accroissement des objectifs des programmes d'efficacité énergétique d'Hydro-Québec et la construction d'une centrale à cycle combiné de 507 MW par TransCanada Energy à Bécancour, sa production achetée à long terme par Hydro-Québec Distribution. Ce dernier souligne que la pression populaire a eu un rôle déterminant dans la décision d'annuler du projet. Pour Hydro-Québec, il s'agit d'une décision compréhensible étant donné que la centrale n'aurait pas pu être prête pour la période de 2006 à 2008.
La porte de sortie du gouvernement prendra la forme du lancement de la filière éolienne,,. Ce projet et le recul du gouvernement Charest deviendront un point de référence pour les défenseurs de l’environnement pour les années à venir.